# Бранка Стаменковић
Бранка Стаменковић (Београд, 1968) српска је политичарка. Од 2016. до 2020. године била је народна посланица у Народној скупштини Републике Србије. Била је председнички је кандидат коалиције Суверенисти на општим изборима 2022. године.

## Биографија
Рођена је 27. фебруара 1968. године. у Београду. После завршене средње школе, радила је у приватном и друштвеном сектору на различитим функцијама - од административних до руководећих. Деведесетих година 20. века постаје предузетник, тачније преводилац и издавач књига из области популарне психологије и астрологије. Након серије блогова у којима описује лична искуства везана за порођај, крајем 2008. године покреће Грађанску иницијативу „Мајка Храброст", залажући се за боље услове у породилиштима у Србији.

## Политичка каријера
Политиком почиње да се бави 2014. године, када се први пут кандидовала за место народног посланика у републичком парламенту и одборника у Скупштини Града Београда на изборној листи Групе грађана „Доста је било", која те године не успева да пређе изборни цензус.
На парламентарним изборима 2016. године, ДЈБ добија 227.626 (6,02%) гласова. Тиме обезбеђује 16 посланичких мандата, од којих је један додељен Бранки Стаменковић.
Функцију председнице Покрета вршила је од октобра 2018. до новембра 2019. године. Од повратка Саше Радуловића на место председника ДЈБ-а, 19. октобра 2019, обавља функцију заменице председника.